# Ащеровка
Ащеровка (Новая Белогоровка, Белая Горка, Белые Горки) — деревня в составе Дворянско-Терешанской волости Хвалынского уезда Саратовской губернии. Ныне территория Радищевского городского поселения в Радищевском районе Ульяновской области России, вблизи селитебной зоны посёлка Радищево.

## География
Стояла на берегу ручья Сухая Терешка, к востоку от села 	Дворянская Терешка

## История
В Дворянско-Терешанской волости были две деревни: Белогоровка (Белая Горка, Сперанка) и Ащеровка (Новая Белогоровка, Белая Горка)
По декрету ВЦИК от 12 ноября 1923 года Хвалынский уезд был упразднён. После 12.11.1923 земли Дворянско-Терешанской волости в Чаушинской волости
[Чеушинский, Чаушский] Вольского уезда.
В составленном в 1927 г. списке населённых пунктов деревня Ащеровка не числилась. Нет деревни на картах того времени.